# Burg Gnötzheim
Die Burg Gnötzheim war eine Burg- und später Schlossanlage in Gnötzheim, heute Teil der Gemeinde Martinsheim im unterfränkischen Landkreis Kitzingen in Bayern. Einzelne Gebäude sind heute noch erhalten.

## Aus der Geschichte des Ortes

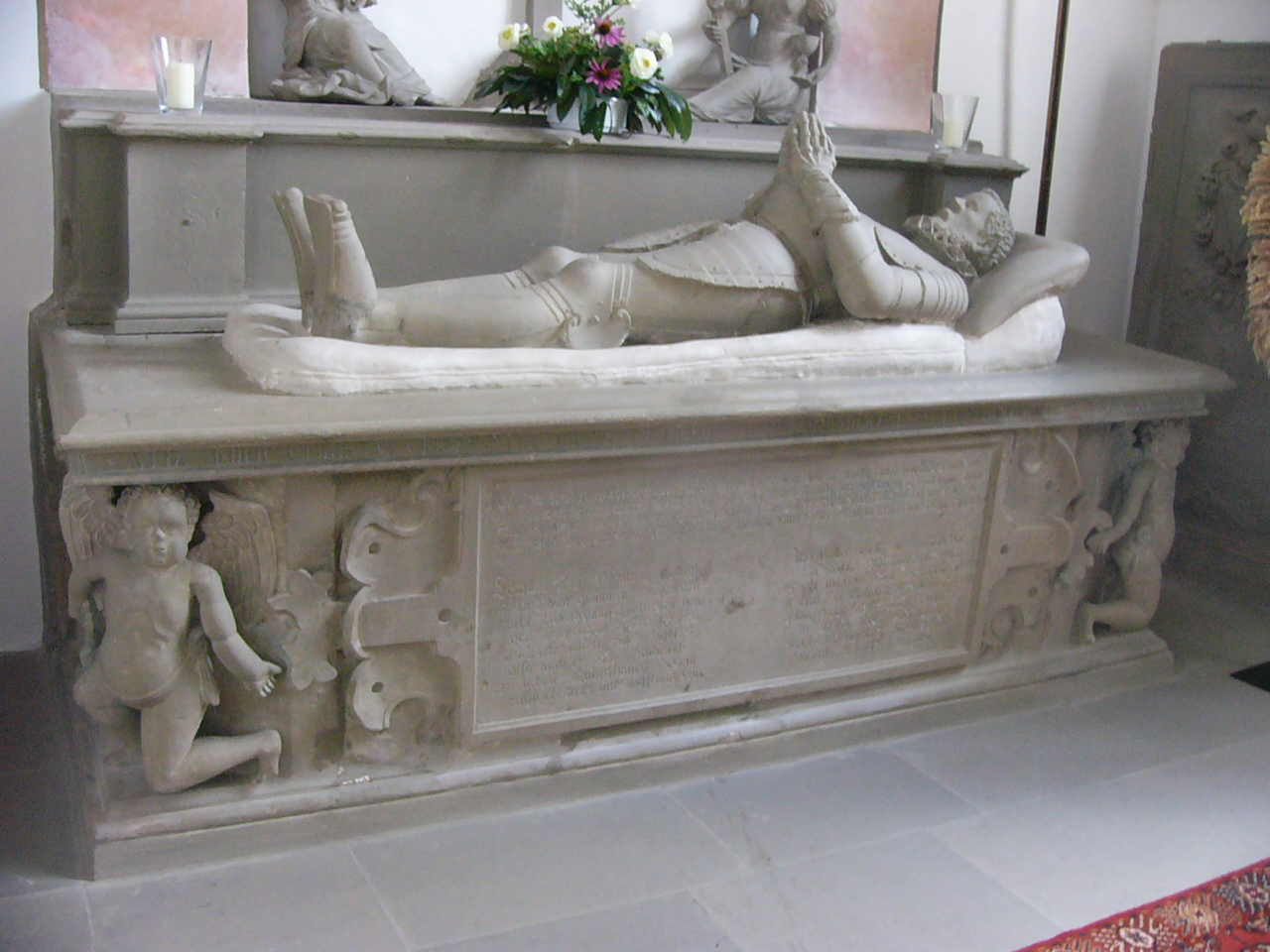
Epitaph des Konrad von Rosenberg in der Kirche

1137 wurde der Ort als Erbe des Willanzheimer Edelherrn Gerung erstmals im Streit mit dem Würzburger Domkapitel genannt und bildete um 1300 ein Amt der Dompropstei. Der Großteil des Ortes gehörte jedoch zum Rittergut der Adelsfamilien von Seinsheim (1300/1327–1387), von Seckendorff (1390–1426) und von Rosenberg (1426–1632), bevor er nach deren Aussterben 1646 an die Grafen von Schwarzenberg kam. Vom mehrfach zerstörten Schloss (1418, 1523, 1645 im Dreißigjährigen Krieg) steht noch die 1562 erbaute Zehntscheune und ein Rundturm.
Die bedeutende romanische Kirche des 12. Jahrhunderts wurde spätgotisch und in der Renaissancezeit umgestaltet und enthält noch zwei Rosenberg-Grabsteine des 16. Jahrhunderts. Sie diente als Grablege der Rosenberger.

## Zerstörung der Burg 1523
In der Mitte des 16. Jahrhunderts entführte der Raubritter Hans Thomas von Absberg Kaufleute aus Reichsstädten in Franken und Schwaben auf ihren Handelsreisen und verlangte ein hohes Lösegeld für ihre Freilassung. Er hatte dabei Verbündete, die ihn bei seinen Raubzügen unterstützten und ihn bei Gefahr der Gefangennahme auf ihren Burgen versteckten. Auch die Rosenberger, seinerzeit Besitzer der Gnotzener Burganlage, unterstützten ihn, da sie sich dadurch erhofften, ihre schwindenden Reichtümer wieder ein wenig aufstocken zu können. 1523 sandte der Schwäbische Bund schließlich seine Truppen aus, um 23 „Raubnestern“ dem Erdboden gleichzumachen, darunter auch die Burg Wachbach. Am 23. Juni erreichten sie die Anlage und sprengten sie, um so die Rückkehr derer von Rosenberg zu verhindern.

## Der Holzschnitt des Hans Wandereisen

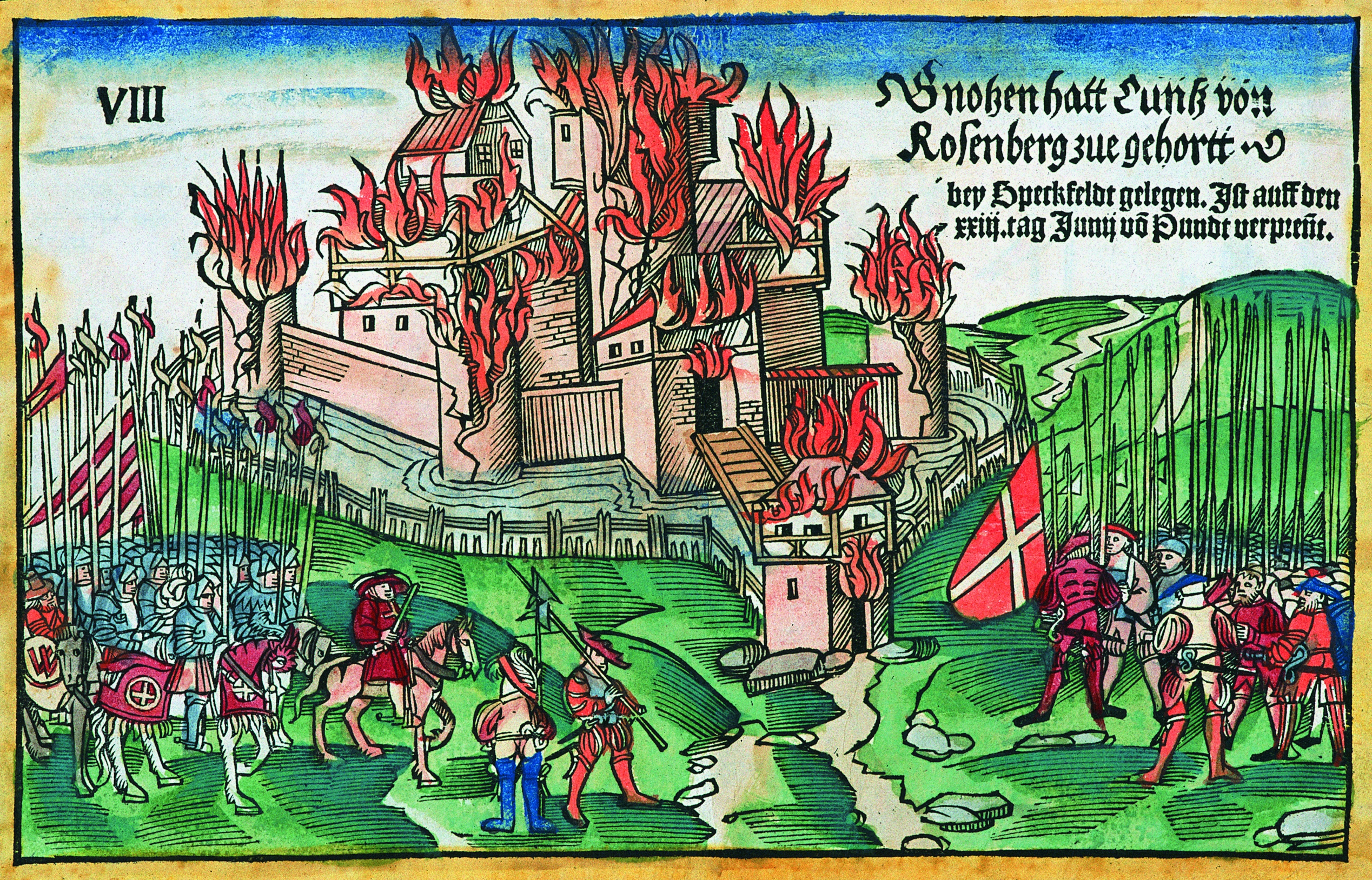
Die Zerstörung der Burg 1523

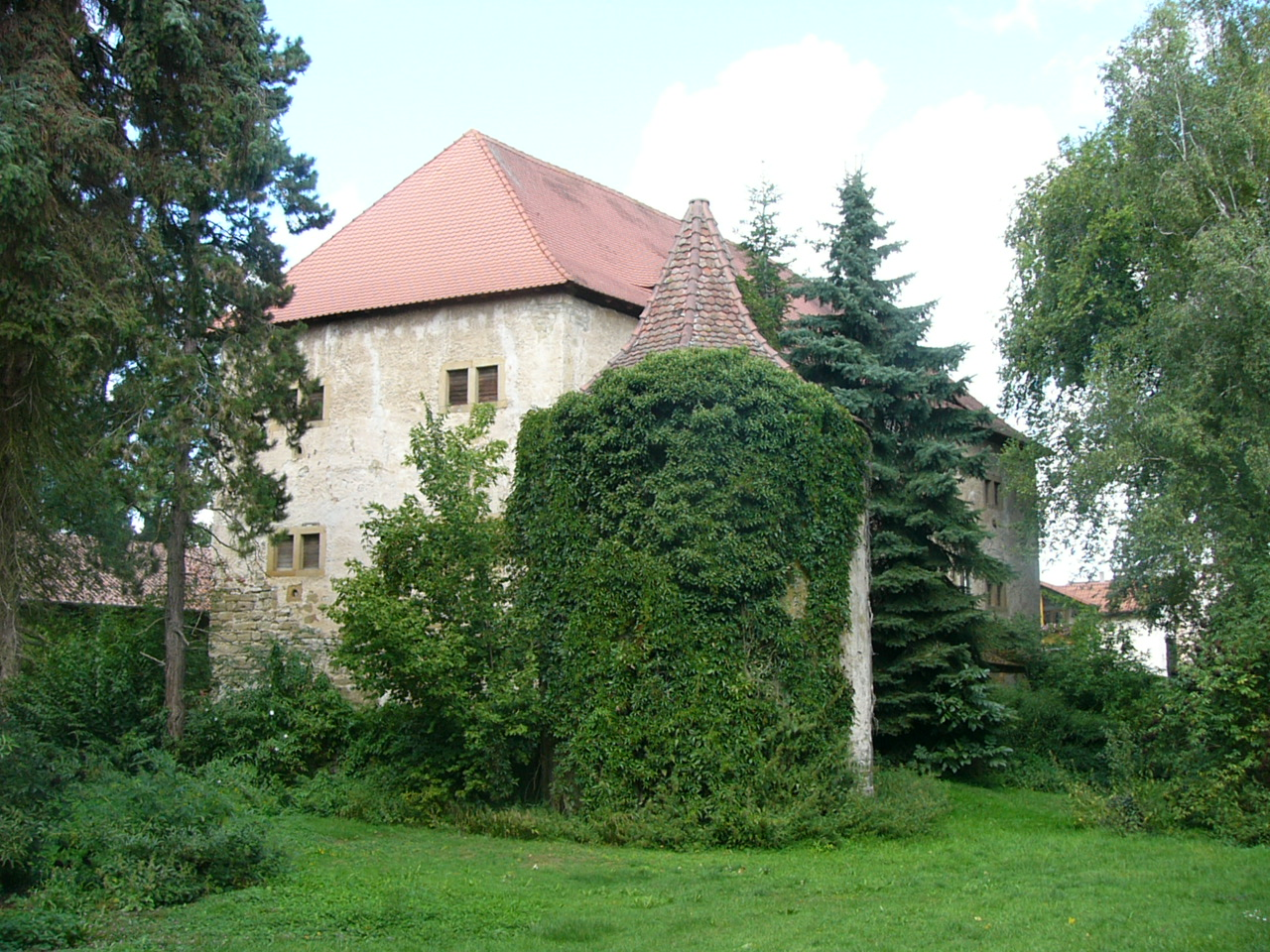
„Zehntscheune“ und Rundturm

Der nachträglich colorierte und beschriftete Holzschnitt des Hans Wandereisen besagt: „VIII. Gnotzen hatt Cuntz von Rosenberg zue gehortt – bey Speckfeldt gelegen. Ist auff den .XIII. tag Junij vo(m) Pundt verpren(n)t.“ Diese Ansicht ist die älteste Darstellung der Burg, die auf dem Schnitt dominierend dargestellt ist. Durch einen Wassergraben und eine Burgmauer geschützt, liegt die Anlage außerhalb des Dorfes, von dem auf dem Schnitt jede Spur fehlt. Durch ein kleines Torhaus gelangt man über eine Zugbrücke an das innere Burgtor, das in die Burgmauer eingearbeitet ist. Letztere zeigt an den drei sichtbaren Ecken je einen Turm. In der Mitte der Anlage ist der Bergfried zu sehen, der in der oberen Hälfte an jeder Seite ein Erkertürmchen aufweist. Rechts und links davon sind der Palas und weitere Burggüter zu erkennen. Die gesamte Anlage steht in Flammen. Die Truppen des Bundes bestehen  aus gut 70 Reitern in der linken und ca. 50 Landsknechten in der rechten Bildhälfte. In der Mitte sind zwei höhere Offiziere und ein berittener Hauptmann auszumachen.

## Die Anlage heute
Die Anlage der Burg ist in Teilen noch gut erkennbar. Zentrales massives Gebäude ist die heute als Kornspeicher genutzte Zehntscheune. Eine noch identifizierbare Kapelle mit einer Freske und die Größe des Gebäudes deuten auf einen ursprünglich integralen Bestandteil des Gebäudes als Teil der Burg hin. Äußerlich gut erhalten ist auch noch ein nahestehender Rundturm. Spuren von Grabenanlagen und Erfahrungen bei Bauarbeiten in der Vergangenheit liefern weitere Anhaltspunkte über den Umfang der Burg.
Das Bayerische Landesamt für Denkmalpflege ordnet die Reste der Anlage als Baudenkmal ein, während die untertägigen Reste der Burg als Bodendenkmal geführt werden.